# George Gardner (boxeador)
George Gardner (Lisdoonvarna, 17 de março de 1877 - Chicago, 8 de julho de 1954) foi um pugilista irlandês, campeão mundial dos meios-pesados em 1903.

## Biografia
George Gardner nasceu em uma família pobre irlandesa, sendo que aos 20 anos de idade decidiu perseguir uma carreira no boxe, no intuito de conseguir um melhor padrão de vida para seus familiares. Gardner fez sua estreia em 1897, tendo permanecido invicto em suas dezesseis lutas iniciais. 
Após perder sua invencibilidade para Jimmy Handler, em 1899, Gardner recuperou-se com uma vitória sobre Jack Moffat. Em seguida, conseguiu dar um revide em Jimmy Handler, venceu duas vezes Georges Byers e uma vez Kid Carter, antes de derrotar o americano Frank Craig, o então campeão negro dos pesos-médios.
Com a vitória sobre Craig, em 1900, Gardner passou a postular uma luta contra o campeão Tommy Ryan, valendo o título mundial dos pesos-médios. No entanto, Ryan recusou-se a lutar contra Gardner, a despeito do fato de que, naquele momento, Gardner realmente se qualificava como o lutador mais bem cotado para desafiar seu título.
Sem conseguir uma luta contra o campeão Tommy Ryan, Gardner tornou a enfrentar Kid Carter em 1901, em uma luta que foi anunciada como sendo válida pelo título mundial dos pesos-médios. Gardner venceu a luta por nocaute técnico e passou a se auto-proclamar como o novo campeão mundial dos pesos-médios.
No auge de sua carreira, em 1902, Gardner fez três lutas memoráveis. Primeiramente, ele derrotou o então campeão dos meios-médios Joe Walcott. Em seguida, liquidou o promissor meio-pesado Jack Root, em uma luta na qual Gardner quase levou Root ao óbito. Por fim, contra o campeão dos pesos-pesados Jack Johnson, Gardner perdeu nos pontos, mas resistiu bravamente a vinte assaltos contra um oponente bem maior do que ele.
Apesar da derrota para Johnson, Gardner seguiu lutando entre os pesos-pesados em 1903, tendo obtido vitórias sobre Peter Maher, com um nocaute no 1º assalto, e sobre Marvin Hart, que mais tarde se tornaria campeão mundial dos pesados.
Em seguida, ainda em 1903, Gardner reencontrou-se com Jack Root, em uma luta então válida pelo título mundial dos meios-pesados. Novamente, Gardner saiu-se vitorioso, aplicando um nocaute no 12º assalto, de modo a tomar de Root o seu título de campeão mundial dos meios-pesados.
O reinado de Gardner entre os meios-pesados, porém, não durou muito tempo, haja vista que apenas quatro meses mais tarde, em sua primeira defesa de título, ele acabou perdendo a luta para o britânico Bob Fitzsimmons. Tendo vencido nos pontos, em uma difícil luta de vinte assaltos, Fitzsimmons depois negou à Gardner o direito de uma revanche.
Desta forma, Gardner voltou sua atenção para a categoria dos pesos-pesados novamente. Em 1904, George Gardner e Marvin Hart tornaram a se enfrentar, em uma luta que terminou empatada. Posteriormente, quando Hart conquistou o título de campeão mundial dos pesos-pesados, em 1905, Gardner tentou desafiar Hart, contudo Hart preferiu não arriscar uma nova luta contra o perigoso irlandês.
Então, a partir de 1906, a carreira de Gardner entrou em colapso, quando ele começou a sofrer derrotas seguidas para lutadores de pouca expressividade. Sem conseguir mais boxear para vencer, Gardner decidiu aposentar-se em 1908.
Depois de parar de lutar, Gardner abriu um bar em Chicago. Faleceu em 1954, aos 77 anos de idade.